# فلم هندي (فلم)
فيلم هندي فيلم كوميدي مصري من إنتاج عام 2003.
الفيلم هو آخر فيلم يخرجه المخرج منير راضي، وآخر فيلم أدار تصويره ماهر راضي (شقيق منير).

## قصة الفيلم
تدور أحداث الفيلم حول سيد الذي يعمل كوافير، ويسكن في حي شبرا مع صديق عمره عاطف، ويحس كل منهما أن العمر قد تقدم به دون أن يتزوج، يقرر سيد أن يخطب حبيبته عايدة، بينما يجد عاطف في ماري صورة لفتاة أحلامه. بعد أن فشل كل منهما في تجارب خطبة سابقة، يعثر الخطيبان على شقة في شبرا بسعر مناسب، في نفس الوقت الذي يتفق سيد وخطيبته مع صاحبة نفس الشقة على شرائها دون علمهما بالاتفاق الذي دار بين عاطف وصاحبة الشقة، تبدأ ماري في إشاعة الفرقة بين الصديقين، ومن ناحية عايدة فإنها تصر على الحصول على الشقة نفسها، وتهدد سيد الذي يحب الأفلام الهندية وموسيقى الراي أن تتركه. توافق عايدة على الزواج من عبده الذي يتردد على المحل الذي تعمل به انتقاماً مما فعله سيد، بينما يقوم عاطف بفسخ خطبته من ماري، بعد أن اكتشف نبل صديقه، وطمعها، ويقرر الصديقان أن يبحثا عن مستقبل جديد، وتجارب مختلفة.

## بطولة
- أحمد آدم
- صلاح عبد الله
- منة شلبي
- رشا مهدي
- يوسف داود
- عادل الفار
- طارق علام
- أمل إبراهيم
- سلوى محمد علي
- شروق
- دعاء حجازي
- سامح حسين

## وصلات خارجية
- مقالات تستعمل روابط فنية بلا صلة مع ويكي بيانات